# 北海道道444号稚咲内豊富停車場線
北海道道444号稚咲内豊富停車場線（ほっかいどうどう444ごう わかさかないとよとみていしゃじょうせん）は、北海道天塩郡豊富町内を結ぶ一般道道（北海道道）である。

## 概要

### 路線データ
- 起点：北海道天塩郡豊富町字稚咲内（北海道道106号稚内天塩線交点）
- 終点：北海道天塩郡豊富町字豊富停車場通（JR北海道 宗谷本線 豊富駅）
- 総延長：14.216 km
- 実延長：13.266 km
- 重用延長：0.950 km

### 道路管理者
- 宗谷総合振興局 稚内建設管理部 事業課

## 歴史
- 1962年（昭和37年）8月1日 - 路線認定[1]。

## 路線状況

### 重複区間
- 国道40号（豊富町豊富大通3丁目 - 豊富町豊富大通9丁目）
- 北海道道397号豊富停車場線（豊富町豊富大通9丁目 - 豊富町豊富停車場通）
  - 道道397号は全線にわたり本路線と重複しているが、独立した路線番号が設定されている。

## 地理

### 通過する自治体
- 宗谷総合振興局
  - 天塩郡豊富町

### 交差する道路
豊富町
- 北海道道106号稚内天塩線 - 字稚咲内（起点）
- 北海道道763号兜沼豊徳線 - 字豊徳
- 国道40号 - 豊富大通3丁目、豊富大通9丁目（重複）

重複区間は省略

### 沿線にある施設など
豊富町
- サロベツ原生花園 - 字西豊富
- 豊富郵便局 - 豊富大通3丁目
- 豊富町役場 - 豊富大通6丁目
- JR北海道 宗谷本線 豊富駅 - 字豊富駅前通